# Riksdagen 1582
Riksdagen 1582 ägde rum i Stockholm.
Ständerna sammanträdde den 13 januari 1582. 
På mötet stadfästes kyrkoordinantian 1575 och prästerna samtyckte till liturgins införande i alla församlingar i riket. Samtidigt antogs ett ändrat innehåll i arvföreningen antagna 1560 som Arboga artiklar.
Riksdagen avslutades den 26 januari 1582.